# 기보 유키히데
기보 유키히데(일본어: 儀保 幸英, 1996년 4월 2일~)는 일본의 축구 선수이다.

## 구단 경력
그는 2017년과 2019년 FC 류큐에서 뛰었다. 2020년 일본 풋볼 리그의 테게바자로 미야자키로 이적했다. 2020년 일본 풋볼 리그 준우승으로 J3리그로 승격했다. 2022년 오키나와 SV로 이적했다. 2024년후 현역 은퇴.